# Sportverein Darmstadt 1898
L'SV Darmstadt 98, nom complet Sportverein Darmstadt 1898 e.V., és un club de futbol alemany de la ciutat de Darmstadt a l'estat de Hessen. Avui dia el club té seccions d'atletisme, basquetbol, animadores esportives, senderisme, judo, i tennis taula.
El club nasqué el 22 de maig de 1898 amb el nom FC Olympia Darmstadt. El 1919 s'anomenà breument Rasen-Sportverein Olympia abans d'unir-se amb el Darmstädter Sport Club 1905 l'11 de novembre del mateix any, esdevenint Sportverein Darmstadt 98. El Darmstädter Sport Club 1905 havia estat el resultat de la unió prèvia el 1905 entre Viktoria 1900 Darmstadt i Germania 1903 Darmstadt.
L'Olympia jugà a la Westkreisliga entre 1909 i 1913. A finals dels anys 20 i durant els 30 l'SV Darmstadt participà en la Kreisliga Odenwald i en la Bezirksliga Main-Hessen. El 1933, sota la reorganització del futbol alemany realitzada pel Tercer Reich, el club no ascendí a un dels grups de primera divisió fins al 1941, any en què ingressà a la Gauliga Hessen-Nassau. Durant les dècades dels anys 50, 60 i 70, el club participà majoritàriament a la segona categoria del futbol alemany, arribant a guanyar la Regionalliga Süd el 1973. Disputà dues temporades a la Bundesliga (1978-79 i 1981-82). Estigué a punt d'ascendir de nou el 1988 quan perdé una promoció amb l'SV Waldhof Mannheim a la pròrroga del tercer partit. L'any 1997 el club patí problemes financers i fou descendit a la Tercera i Quarta categories. Des de la temporada 2010-11 juga a la 3. Liga. La temporada 2012-13 evità el descens per la renúncia de Kickers Offenbach.

## Palmarès
- Regionalliga Süd (II)
  - 1973
- 2. Bundesliga Süd (II) 
  - 1978, 1981
- Regionalliga Süd (IV)
  - 2011
- Hessenliga

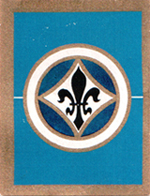
Cromo d'una caixa de cigarretes amb l'escut del club de l'any 1930.

  - 1950, 1962, 1964, 1971, 1999, 2004, 2008
- Copa de Hessen
  - 1966†, 1999, 2001, 2006, 2007, 2008, 2013
- † Guanyat per l'equip reserva.

## Jugadors

### Plantilla 2024-25
A 3 febrer 2025 
| N. | Pos. | Nac. | Jugador                                    |
| -- | ---- | --- | ------------------------------------------ |
| 1  | POR  | [[Fitxer:Flag of Germany.svg\|23x15px\|border \|alt=Alemanya\|link=Selecció de futbol d'Alemanya\|{{#if:\|]]                      | Marcel Schuhen (3r capità)                 |
| 2  | DEF  | [[Fitxer:Flag of Germany.svg\|23x15px\|border \|alt=Alemanya\|link=Selecció de futbol d'Alemanya\|{{#if:\|]]                      | Sergio López                               |
| 3  | DEF  | [[Fitxer:Flag of Spain.svg\|23x15px\|border \|alt=Espanya\|link=Selecció de futbol d'Espanya\|{{#if:\|]]                          | Guille Bueno (cedit pel Borussia Dortmund) |
| 4  | DEF  | [[Fitxer:Flag of Germany.svg\|23x15px\|border \|alt=Alemanya\|link=Selecció de futbol d'Alemanya\|{{#if:\|]]                      | Christoph Zimmermann                       |
| 5  | DEF  | [[Fitxer:Flag of Croatia.svg\|23x15px\|border \|alt=Croàcia\|link=Selecció de futbol de Croàcia\|{{#if:\|]]                       | Matej Maglica                              |
| 7  | DAV  | [[Fitxer:Flag of Sweden.svg\|23x15px\|border \|alt=Suècia\|link=Selecció de futbol de Suècia\|{{#if:\|]]                          | Isac Lidberg                               |
| 8  | MIG  | [[Fitxer:Flag of Germany.svg\|23x15px\|border \|alt=Alemanya\|link=Selecció de futbol d'Alemanya\|{{#if:\|]]                      | Luca Marseiler                             |
| 9  | DAV  | [[Fitxer:Flag of Scotland.svg\|23x15px\|border \|alt=Escòcia\|link=Selecció de futbol d'Escòcia\|{{#if:\|]]                       | Fraser Hornby                              |
| 10 | MIG  | [[Fitxer:Flag of the Netherlands.svg\|23x15px\|border \|alt=Països Baixos\|link=Selecció de futbol dels Països Baixos\|{{#if:\|]] | Jean-Paul Boëtius                          |
| 11 | MIG  | [[Fitxer:Flag of Germany.svg\|23x15px\|border \|alt=Alemanya\|link=Selecció de futbol d'Alemanya\|{{#if:\|]]                      | Tobias Kempe                               |
| 13 | MIG  | [[Fitxer:Flag of Germany.svg\|23x15px\|border \|alt=Alemanya\|link=Selecció de futbol d'Alemanya\|{{#if:\|]]                      | Marco Thiede                               |
| 14 | DEF  | [[Fitxer:Flag of Montenegro.svg\|23x15px\|border \|alt=Montenegro\|link=Selecció de futbol de Montenegro\|{{#if:\|]]              | Meldin Drešković                           |
| 15 | MIG  | [[Fitxer:Flag of Bulgaria.svg\|23x15px\|border \|alt=Bulgària\|link=Selecció de futbol de Bulgària\|{{#if:\|]]                    | Fabian Nürnberger                          |
| 16 | MIG  | [[Fitxer:Flag of Germany.svg\|23x15px\|border \|alt=Alemanya\|link=Selecció de futbol d'Alemanya\|{{#if:\|]]                      | Andreas Müller                             |

| N. | Pos. | Nac. | Jugador                    |
| -- | ---- | --- | -------------------------- |
| 17 | MIG  | [[Fitxer:Flag of Germany.svg\|23x15px\|border \|alt=Alemanya\|link=Selecció de futbol d'Alemanya\|{{#if:\|]]                    | Kai Klefisch               |
| 18 | MIG  | [[Fitxer:Flag of Germany.svg\|23x15px\|border \|alt=Alemanya\|link=Selecció de futbol d'Alemanya\|{{#if:\|]]                    | Philipp Förster            |
| 19 | DAV  | [[Fitxer:Flag of Germany.svg\|23x15px\|border \|alt=Alemanya\|link=Selecció de futbol d'Alemanya\|{{#if:\|]]                    | Fynn Lakenmacher           |
| 20 | DEF  | [[Fitxer:Flag of Serbia.svg\|23x15px\|border \|alt=Sèrbia\|link=Selecció de futbol de Sèrbia\|{{#if:\|]]                        | Aleksandar Vukotić         |
| 21 | MIG  | [[Fitxer:Flag of Germany.svg\|23x15px\|border \|alt=Alemanya\|link=Selecció de futbol d'Alemanya\|{{#if:\|]]                    | Merveille Papela           |
| 26 | DEF  | [[Fitxer:Flag of Germany.svg\|23x15px\|border \|alt=Alemanya\|link=Selecció de futbol d'Alemanya\|{{#if:\|]]                    | Matthias Bader             |
| 28 | MIG  | [[Fitxer:Flag of Germany.svg\|23x15px\|border \|alt=Alemanya\|link=Selecció de futbol d'Alemanya\|{{#if:\|]]                    | Paul Will                  |
| 29 | DAV  | [[Fitxer:Flag of Sweden.svg\|23x15px\|border \|alt=Suècia\|link=Selecció de futbol de Suècia\|{{#if:\|]]                        | Oscar Vilhelmsson          |
| 30 | POR  | [[Fitxer:Flag of Germany.svg\|23x15px\|border \|alt=Alemanya\|link=Selecció de futbol d'Alemanya\|{{#if:\|]]                    | Alexander Brunst           |
| 32 | DEF  | [[Fitxer:Flag of Germany.svg\|23x15px\|border \|alt=Alemanya\|link=Selecció de futbol d'Alemanya\|{{#if:\|]]                    | Fabian Holland (capità)    |
| 34 | DAV  | [[Fitxer:Flag of France (1794–1815, 1830–1974).svg\|23x15px\|border \|alt=França\|link=Selecció de futbol de França\|{{#if:\|]] | Killian Corredor           |
| 38 | DEF  | [[Fitxer:Flag of Germany.svg\|23x15px\|border \|alt=Alemanya\|link=Selecció de futbol d'Alemanya\|{{#if:\|]]                    | Clemens Riedel (2n capità) |
| 45 | POR  | [[Fitxer:Flag of Germany.svg\|23x15px\|border \|alt=Alemanya\|link=Selecció de futbol d'Alemanya\|{{#if:\|]]                    | Max Wendt                  |

### Cedits
| N. | Pos. | Nac. | Jugador                                                       |
| -- | ---- | --- | ------------------------------------------------------------- |
| —  | POR  | [[Fitxer:Flag of Poland.svg\|23x15px\|border \|alt=Polònia\|link=Selecció de futbol de Polònia\|{{#if:\|]]    | Karol Niemczycki (at Ashdod fins al 30 de juny de 2025)       |
| —  | DAV  | [[Fitxer:Flag of Switzerland.svg\|23x16px\|border \|alt=Suïssa\|link=Selecció de futbol de Suïssa\|{{#if:\|]] | Filip Stojilković (at OFK Beograd fins al 30 de juny de 2025) |

| N. | Pos. | Nac. | Jugador                                                            |
| -- | ---- | --- | ------------------------------------------------------------------ |
| —  | DAV  | [[Fitxer:Flag of Germany.svg\|23x15px\|border \|alt=Alemanya\|link=Selecció de futbol d'Alemanya\|{{#if:\|]] | Fabio Torsiello (at SpVgg Unterhaching fins al 30 de juny de 2025) |